# سولفات ایتربیم
سولفات ایتربیم (به انگلیسی: Ytterbium sulfate) با فرمول شیمیایی YbSO۴ یک ترکیب شیمیایی است. که جرم مولی آن ۲۶۹٫۱۰۲ می‌باشد. 